# Рене Рікольфі-Доріа
Рене Італо Рікольфі-Доріа (Кельн, 30 квітня 1901 — Женева, 4 лютого 1970) — швейцарський плавець і гравець у водне поло. Брав участь у літніх Олімпійських іграх 1920 року в Антверпені.
Батько Марини Доріа — дружини італійського претендента на престол Вітторіо Емануїла Савойського та невісткою останнього короля Італії Умберто II і його дружини Марії Жозе.